# 森林野牛国家公园
森林野牛國家公園（英語：Wood Buffalo National Park）位于加拿大艾伯塔省东北部和西北地区南部的交界处，占地面积44,807平方公里，是加拿大最大的国家公园，世界第二大的国家公园，位列世界保护区13位。1922年，为保护世界最大的美洲森林野牛群而建立，目前总数约超过5,000头。同時也是世界两大著名的美洲鹤营巢地之一。1983年該地區被指定為世界遺產。
公园海拔从小野牛河（Little Buffalo River）的183公尺到卡里布山（Caribou Mountains）的945公尺。公园總部位于史密斯堡。公园内拥有世界上最大的淡水三角洲之一：皮斯-阿萨巴斯卡三角洲，由马更些河的两条主要源流皮斯河和阿萨巴斯卡河注入阿萨巴斯卡湖而形成。公园还以喀斯特地貌的沉洞而闻名于世。阿萨巴斯卡油砂田位于公园南面。
2013年6月28日，加拿大皇家天文学会指定該公园为世界最大的暗空保育區。

## 历史

### 公园初建之前
自从上个冰河世纪末期，人类文明就走进这个地区。这个地区的土著人遵循着北极生活方式的变化，从事打猎、捕鱼和采集。亚大巴斯卡、和平和斯拉夫河流三大河流的交汇处的独木舟线路通常用于交易，这一地区后来成为国家公园和千禧年的旅行地。
历史记录中显示，历史上称之为海狸部落的丹麦卡人，奇普怀恩人、南部奴隶和森林克里人都居于此地，时有为土地发生争端。丹麦卡人、奇普怀恩人和南部奴隶的语言从北部亚大巴斯卡家族而来，这一家族在公园的北部和西部均普遍存在，他们自称为丹麦人。与此相反，克里族是亚尔冈京人，从西部迁居到此，史册中记载着时间。
1781年后，两支部落在和平角通过和平烟斗仪式达成和平协议。这是最初流经此地的和平河名字的由来，这条河成为丹麦卡北部和克里族南部的边界。
1785年，探险家彼得·庞德被证实穿越过这一地区，是首位穿过该地的欧洲人，亚历山大·麦肯齐三年后也曾有过此举。1788年，毛皮交易站点设在奇普怀恩堡，公园边界的东部，维尔米利昂堡的西部。和平河长期以来，均被第一民族用作交易路线，现在也作为北美毛皮交易不断发展的独木舟水路网络。通过毛皮交易，梅蒂人成为该区另一支主要部落。
1896年，加拿大购入哈德逊湾公司和农业，多数非土著居民迁入者随之迁移，而加拿大西部地区并未像南部那样发展起来。进入20世纪，狩猎和诱捕仍是这一地区主要的工业，仍成为多数人赖以生存的手段。1897年，随着克朗代克地区淘金热的兴起，加拿大政府渴望去除土地的土著头衔，由此，未来挖掘得来的矿产都可以开发，尽管第一民族强加反对。这也导致了1889年6月21日签署了协议8，这片领土最后作为“克朗土地”交由联邦政府管理。

### 作为国家公园
1922年建立的国家公园，由加拿大和当地第一民族达成的协议8请求以克朗土地作为领土所有。公园附近已完成印度自然保护区如和平角和海恩露营。
1925年至1928年之间，公园引入了6,000头平原北美野牛，令其与当地森林野牛杂交，由此牛群里出现了牛结核病和普鲁氏菌病。自此，公园行政人员尝试着解除这些疾病对动物造成的系列影像。1951年至1967年，公园内处理了4，000头野牛，2,000,000磅牛肉被销售到建立在海恩露营内的一个特殊的屠宰场。这些小型的提出的牛肉并未使疾病就此消失，然而，1990年的一项计划宣告采集整头牲畜，从埃尔克岛国家公园重新引入未获病的动物。因忽略了公众对宣告的反应，这项计划遭遇搁浅。从此以后，野牛的主要捕食者狼群因控制的下降而数量激增，是牲畜的数量锐减。

## 野生动物
森林野牛国家公园包括一支大群的野生物种，如驼鹿、森林北美野牛、美国黑熊、灰狼、加拿大猞猁、海狸、棕熊、北美野兔、沙丘鹤、披肩鸡和世界北端数量众多的红边吊带蛇，在园区内形成了公共兽穴。
森林野牛公园还是濒危物种高鸣鹤唯一的自然巢穴栖居地，称为“高鸣鹤夏季山脉”，被归类为拉姆萨尔湿地，由国际生物项目组认定。山脉是综合型连续水体，主要为湖泊和各类湿地，如沼泽和泥塘，也包含河流和池塘。
2007年，公园运用卫星成像建立起世界最大的狸壩，长约850米，位于58°16.3′N 112°15.1′W / 58.2717°N 112.2517°W，距奇普怀恩堡约200米，直到2014年7月运用卫星和固定翼机才能进行观测。

## 运输
全年均可从麦肯齐河高速公路抵达史密斯堡，连接了西北地区海恩河附近的5号公路。商业航班可从埃德蒙顿出发，到达史密斯堡和奇普怀恩堡。冬季也可从麦克马瑞堡沿冰路穿过奇普怀恩堡。

## 图片

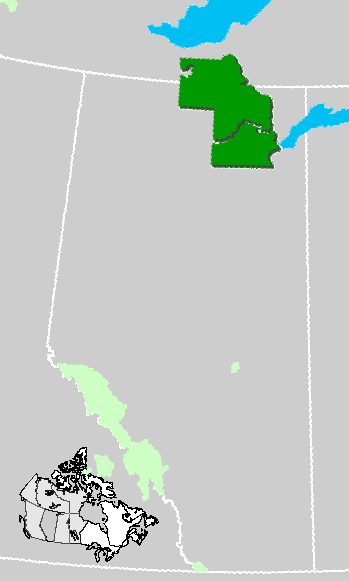
坐标
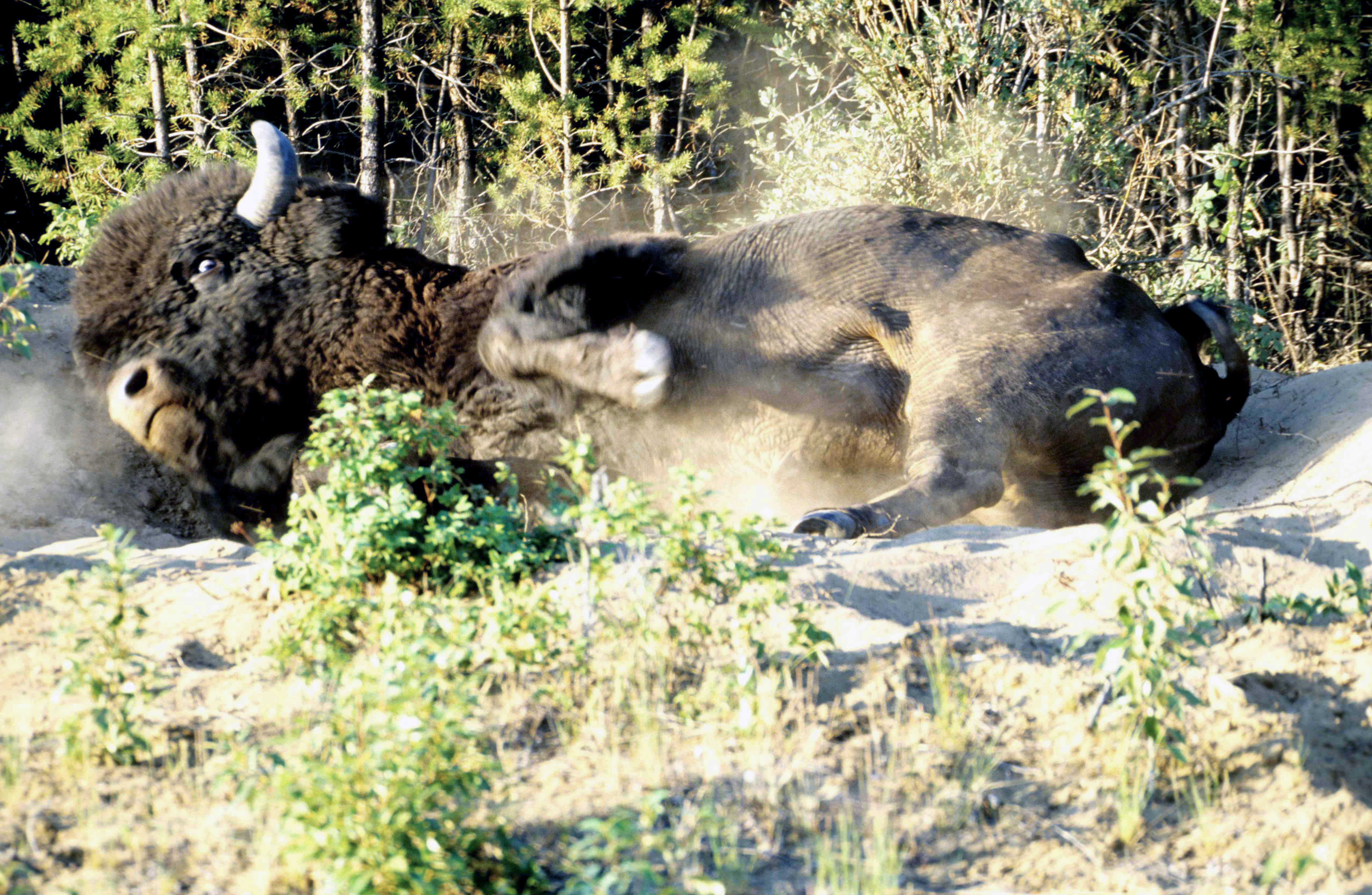
森林野牛)
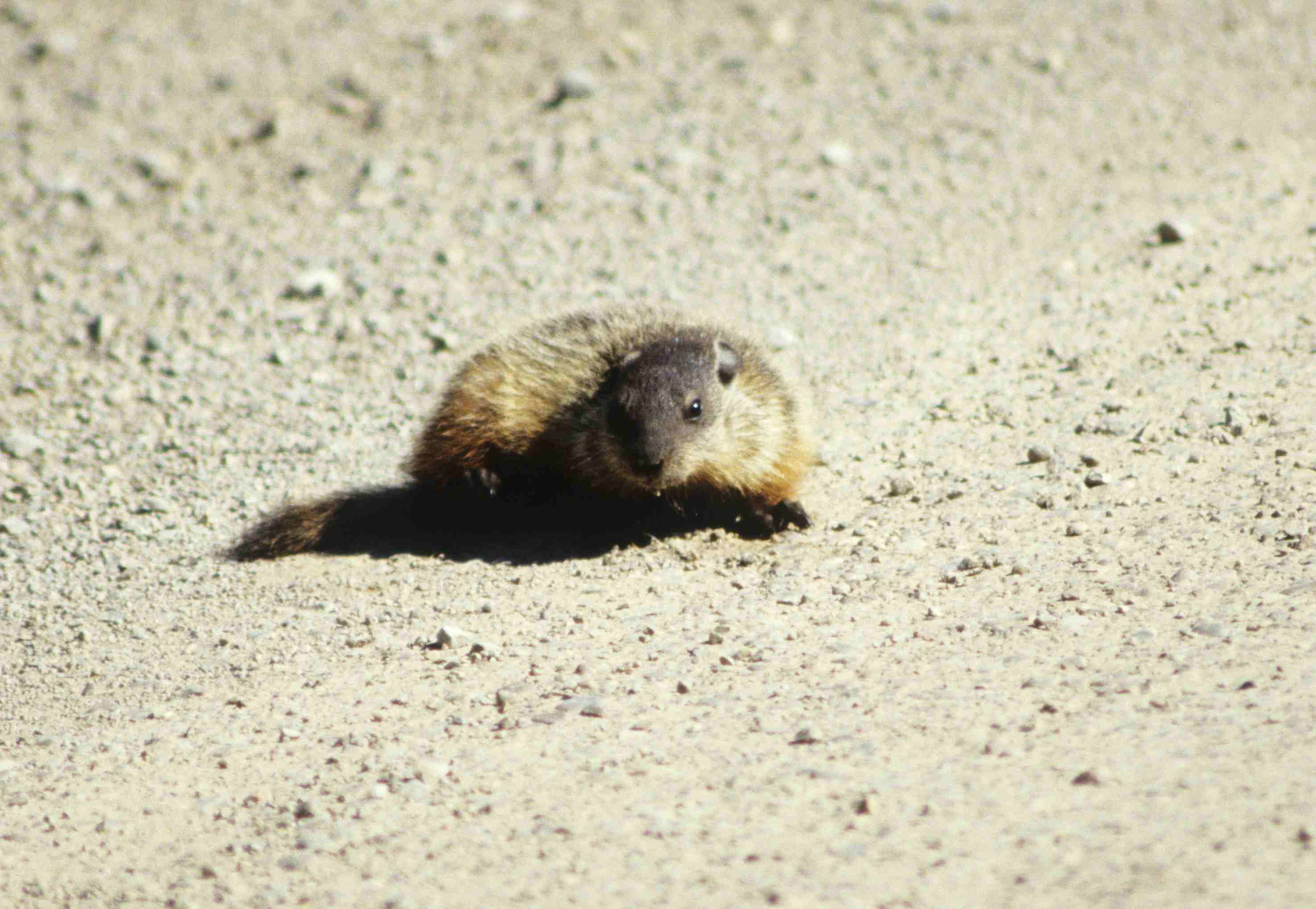
旱獭
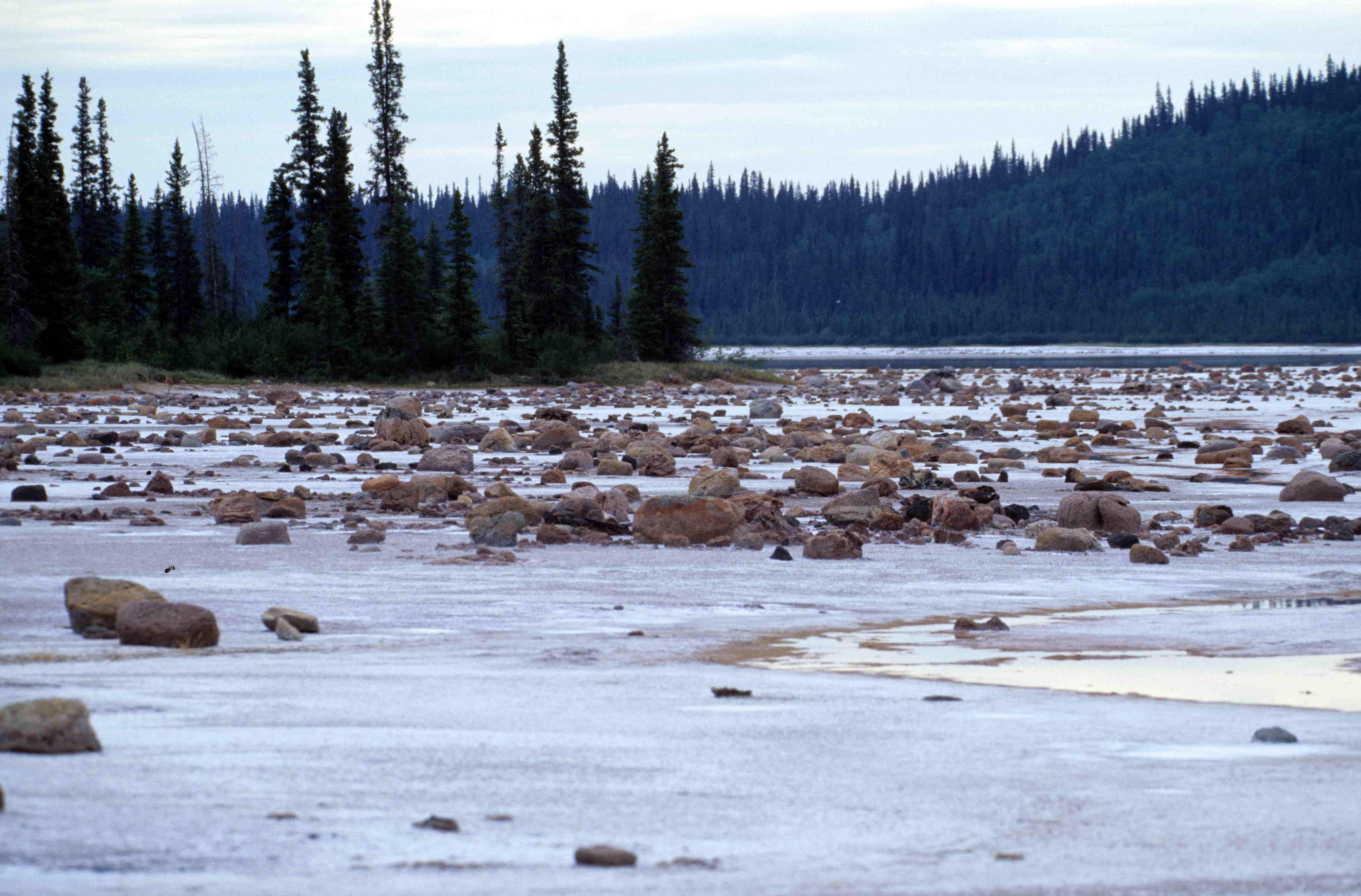
松雀湖
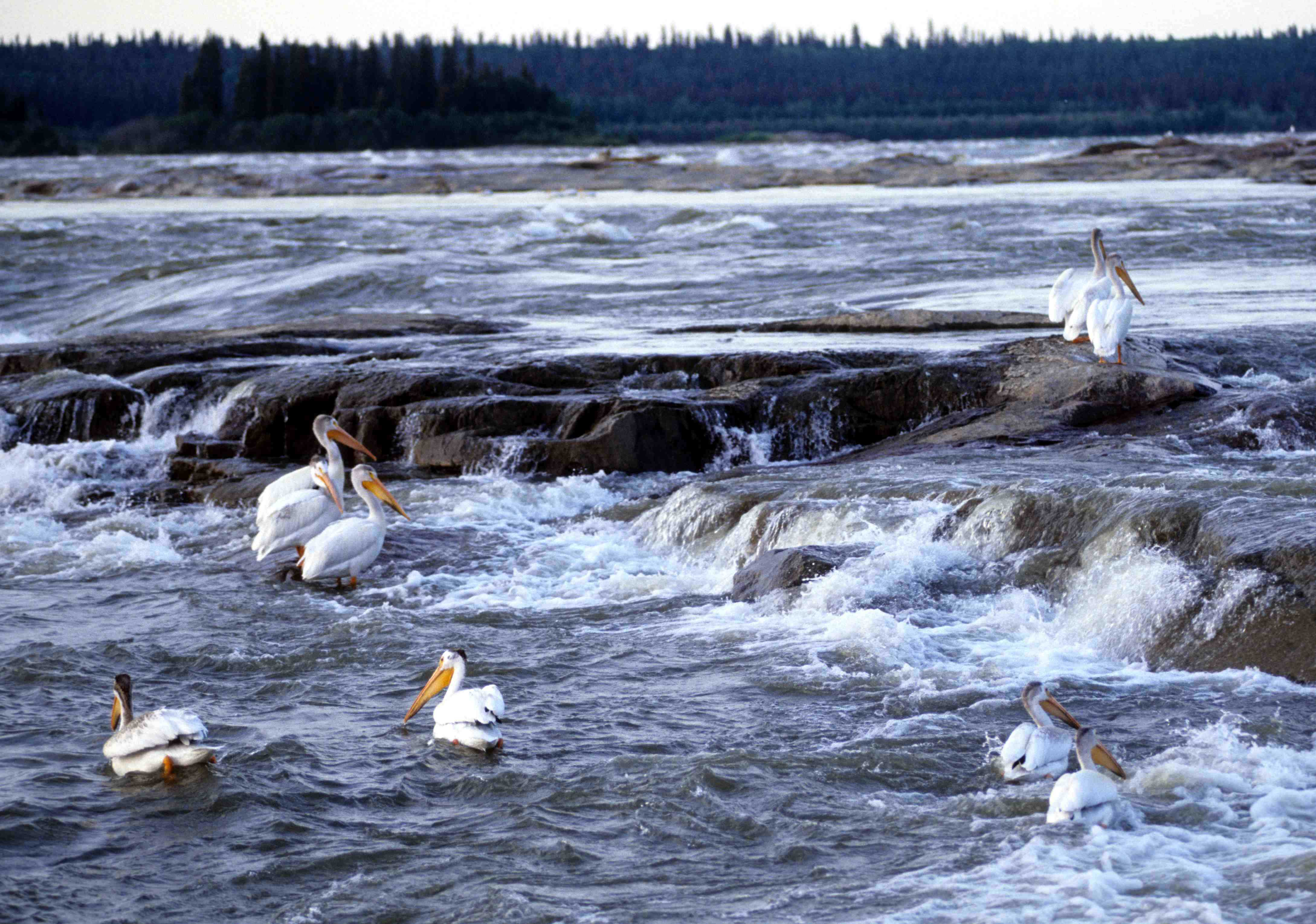
斯拉维河上的美国白鹈鹕)
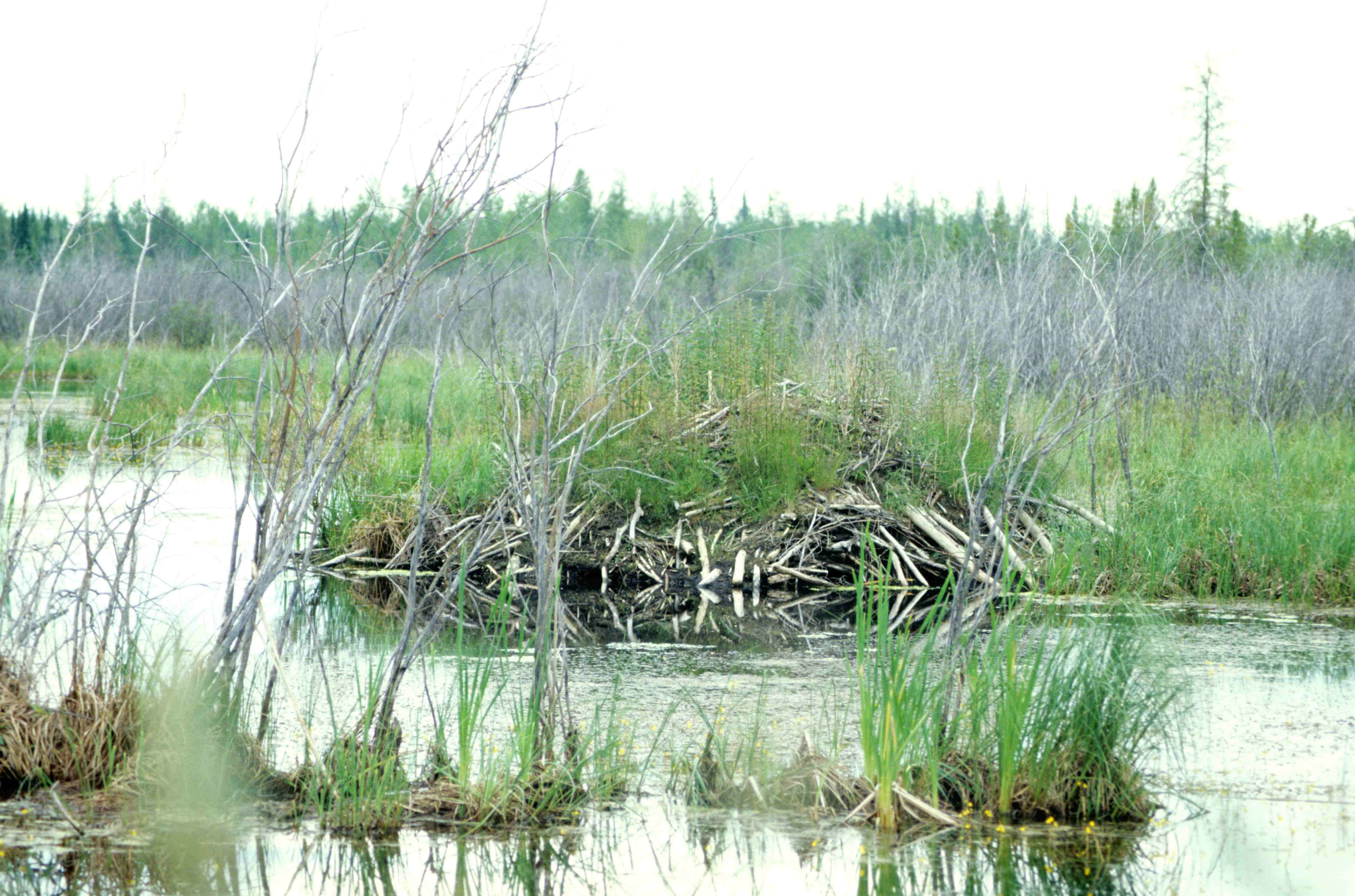
海狸栖居地
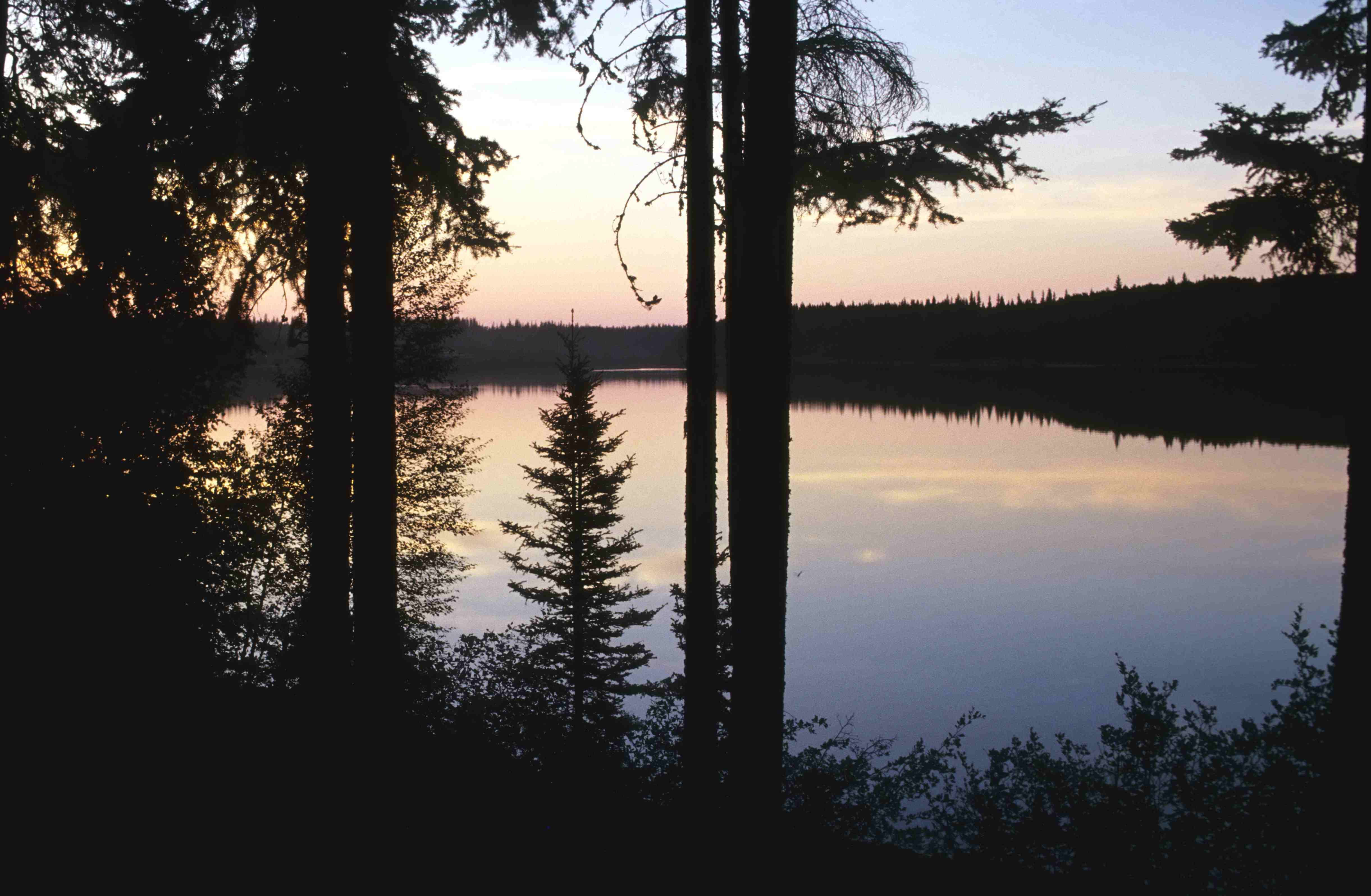
粉红湖泊